# Оберзонтгайм
Оберзонтгайм (нім. Obersontheim) — громада в Німеччині, знаходиться в землі Баден-Вюртемберг. Підпорядковується адміністративному округу Штутгарт. Входить до складу району Швебіш-Галль.
Площа — 54,82 км2. Населення становить 5350 ос. (станом на 31 грудня 2020).